# Safet Alibašić
Safet Alibašić (21 de diciembre de 1982) es un deportista bosnio que compite en voleibol adaptado. Ganó seis medallas en los Juegos Paralímpicos de Verano entre los años 2004 y 2024.

## Palmarés internacional
| Juegos Paralímpicos | Juegos Paralímpicos     | Juegos Paralímpicos | Juegos Paralímpicos      |
| Año                 | Lugar                   | Medalla             | Competición              |
| ------------------- | ----------------------- | ------------------- | ------------------------ |
| 2004                | Atenas (Grecia)         | Medalla de oro      | Torneo masculino sentado |
| 2008                | Pekín (China)           | Medalla de plata    | Torneo masculino sentado |
| 2012                | Londres (Reino Unido)   | Medalla de oro      | Torneo masculino sentado |
| 2016                | Río de Janeiro (Brasil) | Medalla de plata    | Torneo masculino sentado |
| 2020                | Tokio (Japón)           | Medalla de bronce   | Torneo masculino sentado |
| 2024                | París (Francia)         | Medalla de plata    | Torneo masculino sentado |